# Phyllopalpus pulchellus
Phyllopalpus pulchellus är en insektsart som beskrevs av Philip Reese Uhler 1864. Phyllopalpus pulchellus ingår i släktet Phyllopalpus och familjen syrsor. Inga underarter finns listade i Catalogue of Life.